# Canonizzazioni celebrate da Francesco

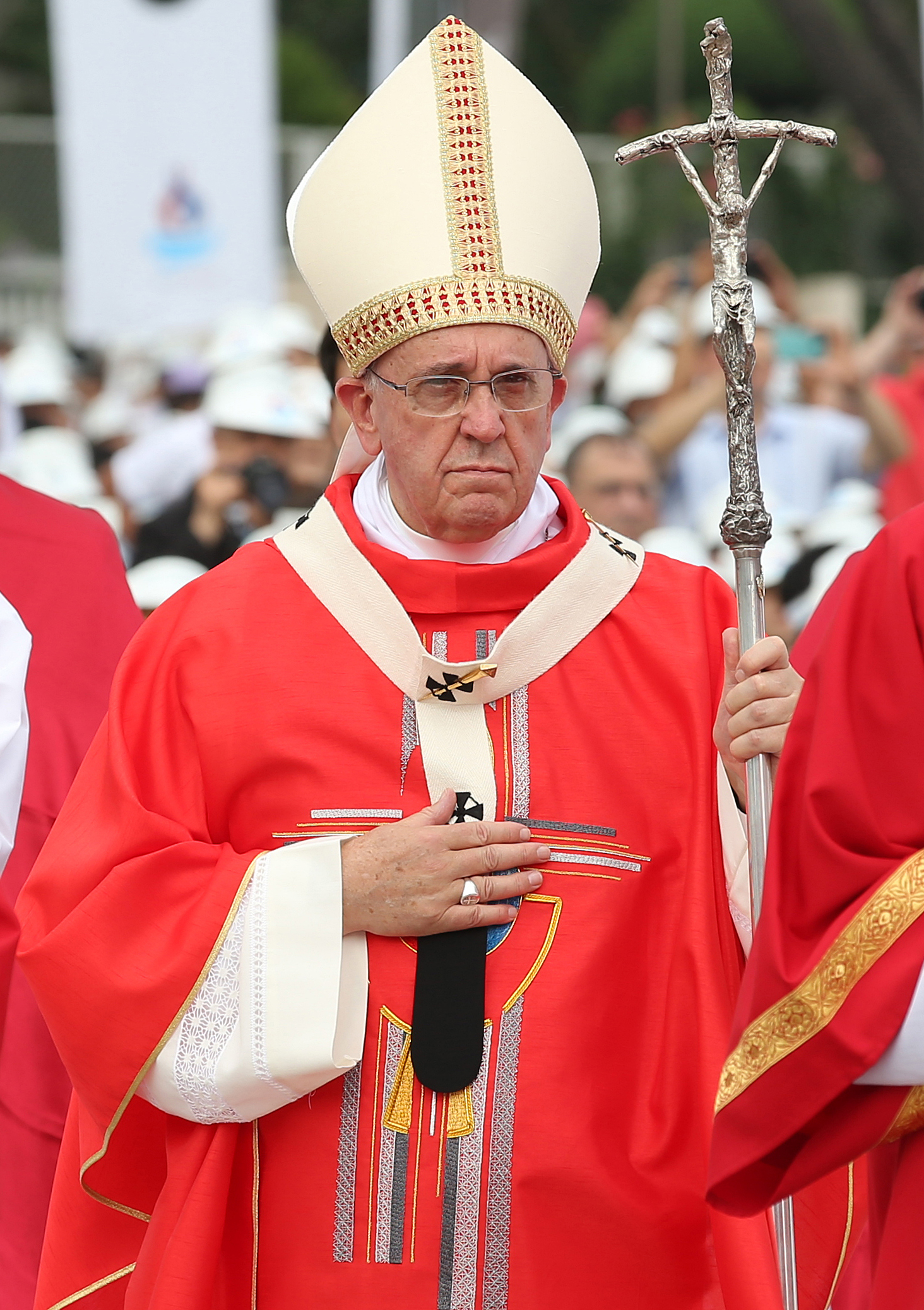
Papa Francesco

Durante il suo pontificato (2013-2025) papa Francesco ha canonizzato 942 beati, di cui 23 riconosciuti per equipollenza e gli altri 919 nel corso di 18 distinte cerimonie pubbliche (15 in Vaticano, e 3 rispettivamente negli Stati Uniti d'America, nello Sri Lanka e in Portogallo).
Segue la lista delle canonizzazioni celebrate da papa Francesco.

## Riti del 2013
- Roma, piazza San Pietro, 12 maggio:
  - Antonio Primaldo e 812 compagni († 1480), martiri;
  - Laura di Santa Caterina da Siena (1874-1949), fondatrice della congregazione delle Suore Missionarie di Maria Immacolata e di Santa Caterina da Siena;
  - María Guadalupe García Zavala (1878-1963), fondatrice della congregazione delle Ancelle di Santa Margherita Maria e dei Poveri.

### Canonizzazioni equipollenti
- Decreto del 9 ottobre:
  - Angela da Foligno (1248-1309), laica della diocesi di Foligno e membro del terz'ordine secolare di San Francesco.
- Decreto del 17 dicembre:
  - Pietro Favre (1506-1546), sacerdote professo della Compagnia di Gesù.

## Riti del 2014
- Roma, piazza San Pietro, 27 aprile:
  - Giovanni XXIII (1881-1963), papa;
  - Giovanni Paolo II (1920-2005), papa.
- Roma, piazza San Pietro, 23 novembre:
  - Amato Ronconi (1226-1292) , laico della diocesi di Rimini, terziario secolare francescano, fondatore dell'Ospedale dei Poveri Pellegrini di Saludecio;
  - Nicola da Longobardi (1650-1709), oblato professo dell'Ordine dei Minimi;
  - Ciriaco della Sacra Famiglia (1805-1871), fondatore e sacerdote professo della congregazione dei Carmelitani della Beata Vergine Maria Immacolata;
  - Ludovico da Casoria (1814-1885), sacerdote professo dell'Ordine dei Frati Minori e fondatore della congregazione delle Suore Francescane Elisabettine;
  - Giovanni Antonio Farina (1803-1888), vescovo di Vicenza, fondatore della congregazione delle Suore Maestre di Santa Dorotea, figlie dei Sacri Cuori;
  - Eufrasia del Sacro Cuore di Gesù (1877-1952), religiosa professa della congregazione delle Suore della Madre del Carmelo.

### Canonizzazioni equipollenti
- Decreti del 3 aprile:
  - Giuseppe de Anchieta (1534-1597), sacerdote professo della Compagnia di Gesù;
  - Maria dell'Incarnazione Guyart (1599-1672), fondatrice delle Orsoline del Canada;
  - Francesco de Montmorency-Laval (1623-1708), vescovo di Québec.

## Riti del 2015
- Colombo (Sri Lanka), Galle Face Green, 14 gennaio:
  - Giuseppe Vaz (1651-1711), sacerdote, fondatore della Congregazione dell'Oratorio di Goa.
- Roma, piazza San Pietro, 17 maggio:
  - Giovanna Emilia de Villeneuve (1811-1874), fondatrice delle Suore di Nostra Signora dell'Immacolata Concezione;
  - Maria di Gesù Crocifisso Bawārdī (1846-1878), monaca professa dell'Ordine delle Carmelitane Scalze;
  - Maria Cristina dell'Immacolata Concezione Brando (1856-1906), fondatrice delle Suore Vittime Espiatrici di Gesù Sacramentato;
  - Maria Alfonsina Danil Ghaţţas (1843-1927), confondatrice delle Suore del Santo Rosario di Gerusalemme dei Latini.
- Washington, Basilica del santuario nazionale dell'Immacolata Concezione, 23 settembre:
  - Ginepro Serra (1713-1784), sacerdote dell'Ordine dei Frati Minori.
- Roma, piazza San Pietro, 18 ottobre:
  - Maria Zelia Guerin (1831-1877), laica coniugata;
  - Luigi Martin (1823-1894), laico coniugato;
  - Vincenzo Grossi (1845-1917), sacerdote, fondatore della congregazione delle Figlie dell'Oratorio;
  - Maria dell'Immacolata Concezione (1926-1998), religiosa professa delle Sorelle della Compagnia della Croce.

## Riti del 2016
- Roma, piazza San Pietro, 5 giugno:
  - Stanislao di Gesù e Maria Papczyński (1631-1701), sacerdote professo e fondatore della Congregazione dei Chierici Mariani;
  - Maria Elisabetta Hesselblad (1870-1957), fondatrice della congregazione delle suore dell'Ordine del Santissimo Salvatore di Santa Brigida.
- Roma, piazza San Pietro, 4 settembre:
  - Teresa di Calcutta (1910-1997), fondatrice della congregazione delle Missionarie della Carità.
- Roma, piazza San Pietro, 16 ottobre:
  - Salomone Leclerq (1745-1792), religioso professo dei Fratelli delle Scuole Cristiane, martire;
  - Lodovico Pavoni (1784-1849), sacerdote, fondatore dei Figli di Maria Immacolata;
  - Elisabetta della Trinità (1880-1906), religiosa professa dell'Ordine dei Carmelitani Scalzi;
  - Alfonso Maria Fusco (1839-1910), sacerdote della diocesi di Nocera e fondatore delle Suore di San Giovanni Battista;
  - Giuseppe Gabriele del Rosario Brochero (1840-1914), sacerdote dell'arcidiocesi di Córdoba;
  - Giuseppe Sánchez del Rio (1913-1928), giovane laico della diocesi di Zamora, martire;
  - Emanuele González García (1877-1940), vescovo di Palencia, fondatore delle Suore Missionarie Eucaristiche di Nazareth.

## Riti del 2017
- Fátima, sagrato del santuario di Nossa Senhora do Rosário, 13 maggio:
  - Francesco Marto (1908-1919), fanciullo della diocesi di Leiria;
  - Giacinta Marto (1910-1920), fanciulla della diocesi di Leiria.
- Roma, piazza San Pietro, 15 ottobre:
  - Andrea de Soveral (1572-1645), sacerdote, martire;
  - Ambrogio Francesco Ferro (?-1645), sacerdote, martire;
  - Matteo Moreira, laico, e 27 compagni martiri († 1645);
  - Cristoforo, Antonio e Giovanni († 1527-1529), giovani laici, martiri;
  - Faustino dell'Incarnazione (1831-1925), sacerdote professo dei Chierici regolari poveri della Madre di Dio delle scuole pie e fondatore della Congregazione delle Suore Calasanziane Figlie della Divina Pastora;
  - Angelo d'Acri (1669-1739), sacerdote professo dell'Ordine dei frati minori cappuccini.

## Riti del 2018
- Roma, Piazza San Pietro, 14 ottobre:
  - Paolo VI (1897-1978), papa;
  - Óscar Arnulfo Romero (1917-1980), arcivescovo di San Salvador e martire;
  - Francesco Spinelli (1853-1913), sacerdote e fondatore delle Suore Adoratrici del Santissimo Sacramento;
  - Vincenzo Romano (1751-1831), sacerdote;
  - Maria Caterina Kasper (1820-1898), religiosa e fondatrice della congregazione delle Povere Ancelle di Gesù Cristo;
  - Nazaria Ignazia di Santa Teresa di Gesù (1889-1943), religiosa e fondatrice della congregazione delle Missionarie Crociate della Chiesa;
  - Nunzio Sulprizio (1817-1836), giovane laico.

## Riti del 2019
- Roma, Piazza San Pietro, 13 ottobre:
  - John Henry Newman (1801-1890), cardinale e fondatore della congregazione dell'Oratorio di Birmingham;
  - Giuseppina Vannini (1859-1911), religiosa e fondatrice delle Figlie di San Camillo;
  - Mariam Thresia Chiramel Mankidyan (1876-1926), religiosa e fondatrice delle Suore della Sacra Famiglia di Thrissur;
  - Dulce Lopes Pontes (1914-1992), religiosa della congregazione delle Suore Missionarie dell'Immacolata Concezione della Madre di Dio;
  - Margherita Bays (1815-1879), vergine laica del Terz'Ordine Secolare di San Francesco.

### Canonizzazione equipollente
- Decreto del 5 luglio:
  - Bartolomeo Fernandes dei Martiri (1514-1590), arcivescovo di Braga.

## Riti del 2021

### Canonizzazione equipollente
- Decreto del 24 aprile:
  - Margherita da Città di Castello (1287-1320), vergine laica del Terz'Ordine Secolare dei Domenicani.

## Riti del 2022
- Roma, Piazza San Pietro, 15 maggio:
  - Titus Brandsma (1881-1942), sacerdote dell'ordine dei carmelitani e martire;
  - Lazarus Pillai, detto Devasahayam (1712-1752), laico, martire;
  - César de Bus (1544-1607), sacerdote, fondatore della Congregazione dei padri della Dottrina Cristiana;
  - Luigi Maria Palazzolo (1827-1886), sacerdote, fondatore dell’Istituto delle Suore delle Poverelle (Istituto Palazzolo);
  - Giustino Maria Russolillo (1891-1955), sacerdote, fondatore della Società delle Divine Vocazioni e della Congregazione delle Suore delle Divine Vocazioni;
  - Charles de Jésus de Foucauld (1858-1916), sacerdote diocesano;
  - Marie Anne Rivier (1768-1838), fondatrice della Congregazione delle Suore della Presentazione di Maria;
  - Maria Francesca di Gesù Rubatto (1844-1904), religiosa, fondatrice delle Suore terziarie cappuccine di Loano;
  - Maria di Gesù Santocanale (1852-1923), fondatrice della Suore cappuccine dell'Immacolata di Lourdes;
  - Maria Domenica Mantovani (1862-1934), cofondatrice e prima superiora generale dell’Istituto delle Piccole suore della Sacra Famiglia di Verona.

- Roma, Piazza San Pietro, 9 ottobre:
  - Artemide Zatti (1880-1951), laico professo della Società di San Francesco di Sales;
  - Giovanni Battista Scalabrini (1839-1905), vescovo di Piacenza, fondatore della Congregazione dei Missionari di San Carlo e della Congregazione delle Suore Missionarie di San Carlo Borromeo.

## Riti del 2024
- Roma, Basilica di San Pietro, 11 febbraio:
  - María Antonia de Paz y Figueroa (1730-1799), religiosa, fondatrice delle Figlie del Divin Salvatore.

- Roma, Piazza San Pietro, 20 ottobre:
  - Manuel Ruiz López e 7 compagni († 1860), dell'Ordine dei frati minori, e Francis, Abdel Mohti e Raphaël Massabki, fedeli laici, martiri;
  - Giuseppe Allamano (1851-1926), sacerdote, fondatore dell'Istituto delle Missioni della Consolata;
  - Marie-Léonie Paradis (1840-1912), religiosa, fondatrice delle Piccole suore della Sacra Famiglia di Sherbrooke;
  - Elena Guerra (1835-1914), vergine, fondatrice delle Suore oblate dello Spirito Santo.

### Canonizzazione equipollente
- Decreto del 18 dicembre:
  - Teresa di Sant'Agostino e 15 compagne († 1794), carmelitane scalze, martiri di Compiègne.